# Jourdain du Hommet
Jourdain du Hommet est un évêque de Lisieux du début du XIIIe siècle.

## Biographie
Jourdain du Hommet est le fils de Guillaume II du Hommet († 1209), et de Luce de Brix.
Il est pourvu de l'évêché de Lisieux le 10 janvier 1202, succédant à Guillaume de Rupierre. 
Il se plaint des atteintes du roi aux Libertés de Lisieux. Il semble obtenir satisfaction et récupère ses pouvoirs temporels.
Il assiste en 1205 à la dédicace de l'église Saint-Antoine de Gaillon. Il part en 1207 en croisade contre les Albigeois, pour ne revenir qu'en 1214. Il fonde vers 1210 le monastère des Mathurins à Lisieux et en 1216 l'abbaye de Mondaye.
Il meurt selon la chronique de Normandie outre-mer, vraisemblablement parti en croisade pour Jérusalem.